# Charaxes protocedreatis
Charaxes protocedreatis är en fjärilsart som beskrevs av Edward Bagnall Poulton 1926. Charaxes protocedreatis ingår i släktet Charaxes och familjen praktfjärilar. Inga underarter finns listade i Catalogue of Life.